# 埠场镇
埠场镇，是中华人民共和国广东省阳江市江城区下辖的一个乡镇级行政单位。

## 行政区划
埠场镇下辖以下地区：
埠场圩社区、那贡村、埠场村、南埠村、雷山村、那栋村、端逢村、那蓬村、山外西村和山外东村。